# 布里奶酪
布里起司（法語：Brie，又譯布利起司），是一種柔軟的起司，以牛奶或者羊奶發酵製成。布里起司起源於歷史上法國北部的布里地區（现塞纳-马恩省、部分马恩省和部分埃纳省区域），因而得名。
布里起司非常柔软，在购买时最好放在所有东西的上面，以免压坏，奶油味浓厚温和，没有什么特殊的刺激性气味，对于大部分不习惯起司的亞洲人来说也能接受和喜欢。
因為歐盟的食物法案過於嚴苛，若遵照歐盟法案來製作此起司，會使得布里起司的原味消失——若以偏激的說法來表達，這種起司成了法案的受害者，也讓小部分的人感到不滿（在歐洲生產的部分食物也因為法案規範而受到不同的傷害）。